# یواس‌اس یوما (۱۸۶۵)
یواس‌اس یوما (۱۸۶۵) (به انگلیسی: USS Yuma (1865)) یک کشتی بود که طول آن ۲۲۵ فوت (۶۹ متر) بود. این کشتی در سال ۱۸۶۵ ساخته شد.